# PARADISO (ラジオ番組)
『PARADISO』（パラディーソ）は、2007年10月5日から2016年9月30日までJ-WAVEで放送されていたラジオ番組である。

## 概要
改題を繰り返しながら7年半続いたJ-WAVE初の金曜午後のワイド番組『e-STATION』シリーズに替わって放送開始。初代ナビゲーターの南美布は前月まで『HOLA! DOMINGO』を担当していたが、平日昼のレギュラー番組を担当するのは『VIVA! ACCESS』以来となった。番組のコンセプトは「働くあなたを応援します！」。
2009年7月からは同局運営のインターネットラジオ・Brandnew J でのサイマル放送も行われていたが、こちらは2011年4月1日（金曜） 02:00 をもって終了した。

## 放送時間
いずれも日本標準時。
- 金曜 11:30 - 16:30 （2007年10月5日 - 2009年3月27日）
- 金曜 11:30 - 16:00 （2009年4月3日 - 2016年9月30日）

## ナビゲーター
- 南美布（2007年10月5日 - 2010年3月26日）
- 岡田マリア（2010年4月2日 - 2011年6月24日）
- 板井麻衣子（2011年7月1日 - 2016年9月30日）

## コーナー
2015年10月時点。
- 12:10 CAFÉ PARADISO
- 13:05 Panasonic Beauty SPARKLE YOUR LIFE
- 13:40 CHOYA NATURAL FEEL
- 14:10 CINEMA CIRCLE ナビゲーター：大倉眞一郎
- 14:40 CITIZEN GIRLS SPECIAL
- 15:10 TOKYO GOURMET MAP
- 15:30 Eastspring Investments ASIA NOW!